# Castillo de Magacela
El castillo de Magacela es una edificación defensiva que está levantada en la cima alargada de una escarpada colina pétrea que emerge aislada en las llanuras de La Serena, en su extremo occidental. El pueblo de Magacela es un municipio español, perteneciente a la provincia de Badajoz (comunidad autónoma de Extremadura). Se encuentra en la vertiente oriental de la sierra del mismo nombre que, orientada noroeste-sureste, emerge en la zona noroeste de la comarca de La Serena. El pueblo tuvo su inicio en el castillo y fue creciendo ladera abajo según aumentaba su población.

## El castillo
La planta del castillo se adapta perfectamente al terreno, una colina alargada y rocosa de unos 250 metros de longitud por unos 65 metros de anchura en algunas zonas. Por esta razón los muros tienen diferentes alturas dependiendo de la zona del terreno donde se cimenten. Como ocurre en una gran parte de fortalezas defensivas de este estilo, el castillo tiene tres recintos: 

### Primer recinto o recinto exterior.
Es el recinto cuyo perímetro es de mayor longitud y se extiende hasta la parte más oriental de la fortaleza y es el que, desde sus orígenes, albergaba a la mayor parte de los habitantes del castillo. Dentro de este recinto existían dos aljibes de los que aún se conservan los restos de las embocaduras; el primero, según se accede al castillo, está inmediatamente después de una típica «entrada en recodo» defensiva del que también se conserva el vaso, muy profundo y excavado en roca. En la actualidad se conservan las lajas de cuarcitas que se disponían con su dimensión más larga en dirección al eje del pozo y muy bien apoyadas unas en otras. El segundo aljibe se encuentra situado entre el cementerio y el muro  septentrional del recinto. Por sus restos se deduce que estaba construido de mampostería. También estaba en el interior de este recinto el cementerio, que estuvo situado el lo que antes fue el patio de armas. Igualmente albergaba la iglesia parroquial de Santa Ana, situada en la zona más elevada del terreno, construida en el siglo XV y de  estilo mudéjar que queda muy patente en las puertas y otros detalles ornamentales.

### Segundo recinto o recinto intermedio.
El recinto intermedio tiene una longitud de unos 50-55 metros. Se accede a él desde el primer recinto pasando por el hueco en el que antes había una portada pasando entre dos torres semicilíndricas defensivas que debieron estar unidas por un muro como documenta Alonso de Villarroel en el siglo XVII. Este recinto también disponía de dos pozos o aljibes. El más antiguo está excavado en roca y el segundo, datado en la época cristiana, es de mampostería cubierto por una bóveda de cañón de ladrillo.

### Tercer recinto o recinto interior.
En la parte más occidental y de mayor elevación están lo que se llama «cuerpo principal» y era donde se situaban los centros de poder, administrativo y económico. Tiene una mayor complejidad urbanística y de defensa siendo la parte más segura de la fortaleza pues para llegar a ella había que atravesar los otros dos recintos, más vulnerables que este. En la actualidad se encuentra en estado de ruina pero puede reconstruirse idealmente gracias a unos bosquejos que dibujó Diego Martín con motivo de unas obras que se hicieron en el año 1615.

### Torre del Homenaje.
La Torre del Homenaje fue construida a finales del siglo XII y tiene una curiosa planta  octogonal irregular, es decir, que no tiene todas sus caras iguales. Además, su mitad inferior en  eneagonal, de nueve caras, ya que una arista del octógono se ha achaflanado. Se trata de una de las caras que dan al norte. El ensamblamiento con el terreno del vértice inferior de esta novena cara se ha solucionado mediante una bóveda de ladrillo. Para su construcción se empleó ladrillo en los ángulos entre dos caras y el resto de mampostería. Su construcción es coetánea con las torres que estaban a la entrada en recodo del primer recinto. En la actualidad está macizada con detritus y argamasa.
La tipología de la torre es parecida a otras existentes en Extremadura como la Torre de Espantaperros en el Alcazaba de Badajoz y las dos de Cáceres llamadas Torre Mocha y Torre Redonda, todas de la época  almohade y construidas de tapial. En el siglo XVI se retomaron las obras de mejora de la torre gastándose 83 514 maravedíes entre los años 1522 y 1534. A finales de este mismo siglo, en 1583, el alcaide don Juan Alonso de Castilla solicitó permiso y dinero para las obras de reparación de la fortaleza por lo que responde el rey Felipe II con una Real Provisión, con fecha en Madrid 18 de enero de 1584, en la que le indica al Gobernador del Partido de la Serena que se desplazase al castillo acompañado con los maestros adecuados para valorar las obras necesarias en el fuerte. El gobernador, que era Duarte de Acuña, llamó a Juan Mateos, Alonso Esteban y Pedro Sánchez, maestros de albañilería y cantería, todos de Villanueva de la Serena, para tasar y redactar las condiciones y tipo de obras a realizar. El cantero Juan de Orellana declara en una carta registrada en Madrid el 13 de febrero de 1587 que se había rematado el conjunto de la obra y el importe ascendía a 300 000 maravedís «para lo fuerte» y 50 000 para los «encasamientos» pidiendo que se le anticipara la primera paga.